# Boophis williamsi
Boophis williamsi е вид жаба от семейство Mantellidae. Видът е критично застрашен от изчезване.

## Разпространение
Разпространен е в Мадагаскар.

## Описание
Популацията на вида е намаляваща.